# خاتون أباد (علي أباد كرمان)
خاتون أباد (بالفارسية: خاتون‌آباد) هي قرية تقع في إيران في Aliabad Rural District. يقدر عدد سكانها بـ 859 نسمة .